# Tropidosteptes quercicola
Tropidosteptes quercicola är en insektsart som först beskrevs av Johnston 1939.  Tropidosteptes quercicola ingår i släktet Tropidosteptes och familjen ängsskinnbaggar. Inga underarter finns listade i Catalogue of Life.